# Black Hawk (Künstler)

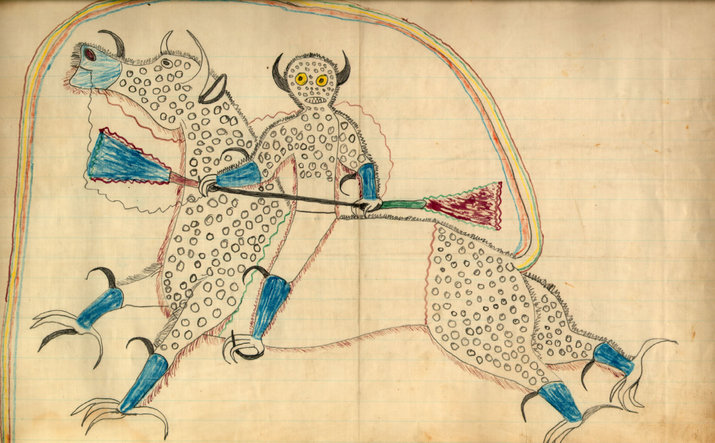
Black Hawks Darstellung eines Donnerwesens

Traditioneller, Lakota-Gruppentanz (Zeichnung von Black Hawk)

Black Hawk (Lakota Čhetáŋ Sápa'; geb. um 1832 im Dakota-Territorium, Vereinigte Staaten; gest. nach 1889) war ein spiritueller Führer (Medizinmann) des Sans Arc oder Itázipčho Stammes der Lakota. Besonders bekannt wurde er als Künstler. Er zeichnete 76 farbige Grafiken (Ledger Art) über das Lakota-Leben sowie über seine spirituellen Visionen. Seine Zeichnungen gelten als vollständigste Sammlung von Lakota-Kunst in der frühen Reservationszeit und als einzigartige historische und kulturelle Dokumente.
Der Stamm von Black Hawk, die Sans Arc, waren einer von sieben Stämmen der Lakota, einer nomadischen Gruppe von Prärieindianern, die den großen Büffelherden folgte. Die Büffel repräsentierten alles, was sie zum Leben brauchten: Nahrung, Kleider und Zeltplanen für die Tipis. Die Herden waren zu dieser Zeit, vornehmlich von der wachsenden Zahl weißer Siedler, nahezu ausgerottet und die Prärieindianer wurden in Reservationen vertrieben, wo die Existenzbedingungen sehr schwierig waren.
Im strengen Winter 1880/1881 hatte Black Hawk in der Cheyenne River Indian Reservation Probleme, seine Familie zu ernähren. Er akzeptierte deshalb ein Angebot von William Edward Cato, dem staatlichen Händler (Indian Trader) der Reservation, gegen Bezahlung Grafiken anzufertigen. Black Hawk erhielt für jede Zeichnung 50 Cents von Caton, das waren insgesamt 38 Dollar, was für die damalige Zeit ein nennenswerter Betrag war. 1994 wurde das Ledger-Art-Buch von Black Hawk in einer Auktion für 400.000 Dollar an einen Privatsammler verkauft.
Über das Leben von Black Hawk nach 1889 ist nur wenig bekannt. Es wird angenommen, dass er im Wounded Knee Massaker von 1890 getötet wurde, das ist jedoch nicht sicher.